# Pleśna (województwo małopolskie)
Pleśna – wieś w powiecie tarnowskim (woj. małopolskie), siedziba gminy Pleśna. Miejscowość położona jest 11 kilometrów na południe od Tarnowa. Leży w dolinie rzeki Białej u ujścia potoku Pleśnianka i na północno-wschodnich zboczach Lubinki. Wieś otaczają wzgórza: Słona Góra, Ostra Góra, Lubinka i Wał. W okresie międzywojennym wraz z sąsiednim Łowczówkiem – popularna wieś letniskowa dla Tarnowa.

## Toponimia
Nazwa wsi wzięła się prawdopodobnie od ukształtowania miejscowego terenu. Pierwotnie Pleśna położona była nad doliną, na stoku, wzdłuż potoku Pleśnianka wpadającego do Białej. W gwarze słowo płaśń oznacza trawiasty teren na stoku lub dnie doliny. Jeden z niewielu płaskich terenów w okolicy to część wsi zwana Równie. Na małopolskich mapach glebowo-rolniczych z 2013 roku wspomniana równina stanowi wąski cypel żyznej „gleby pszennej” i madów rzecznych wsunięty między lessowe wzgórza gorszej klasy.
Na przestrzeni wieków nazwa miejscowości ulegała zmianom. U Jana Długosza wieś widnieje jako Playszna, Akta Camerae Apostolice wymieniają ją już jako Plessima. Na początku była więc zapewne Płaśnia, później Płeśna a następnie Pleśna.

## Części wsi
| SIMC    | Nazwa      | Rodzaj    |
| ------- | ---------- | --------- |
| 0827076 | Batylowa   | część wsi |
| 1051152 | Gądówka    | część wsi |
| 0827107 | Pleśnianki | część wsi |
| 0827113 | Podgórze   | część wsi |
| 1051376 | Pustki     | część wsi |
| 0827120 | Równie     | część wsi |
| 0827136 | Rynek      | część wsi |
| 0827142 | Zabiele    | część wsi |

## Historia

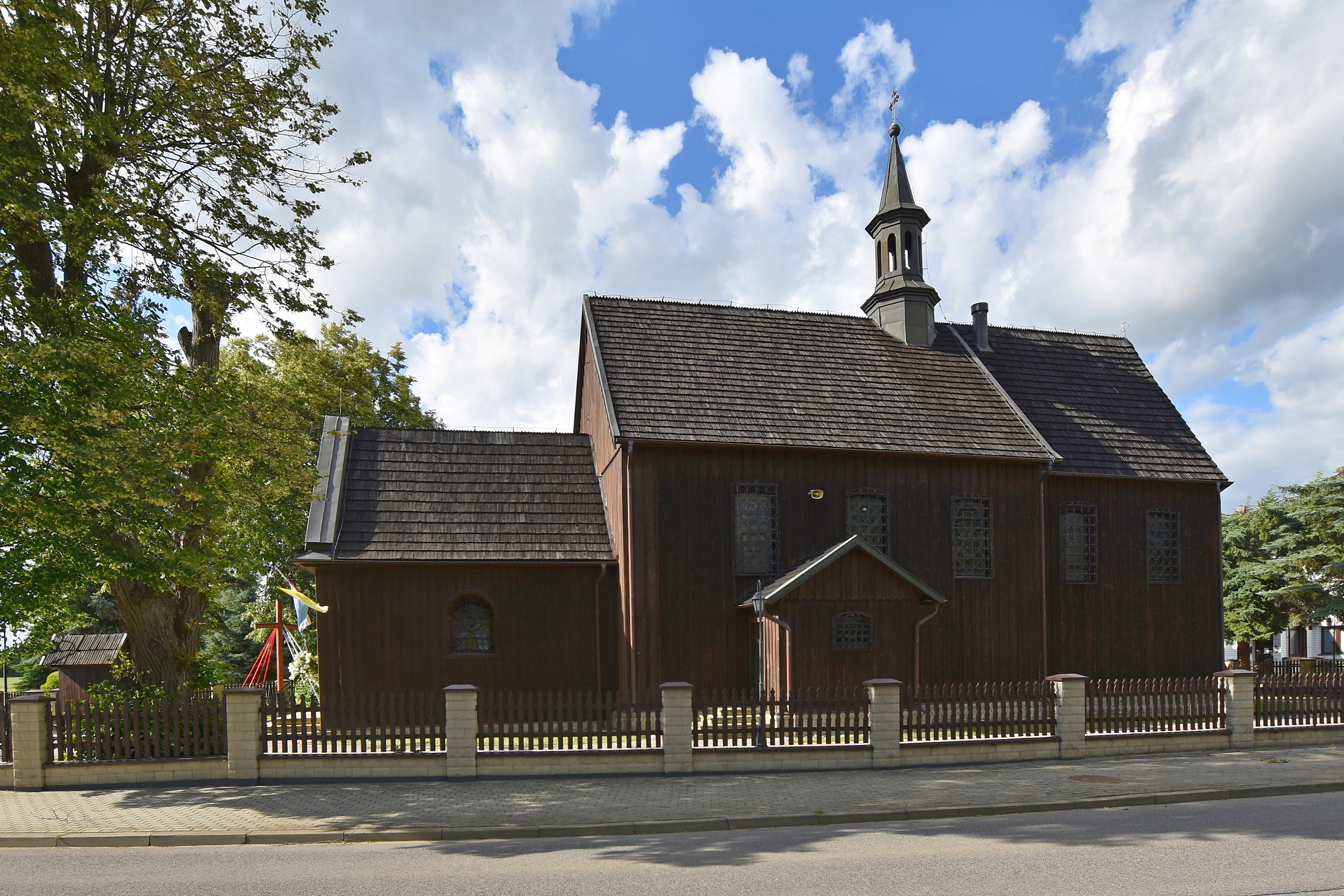
Poprzedni, drewniany kościół w Pleśnej, przeniesiony do wsi Żelichów na Powiślu Dąbrowskim.

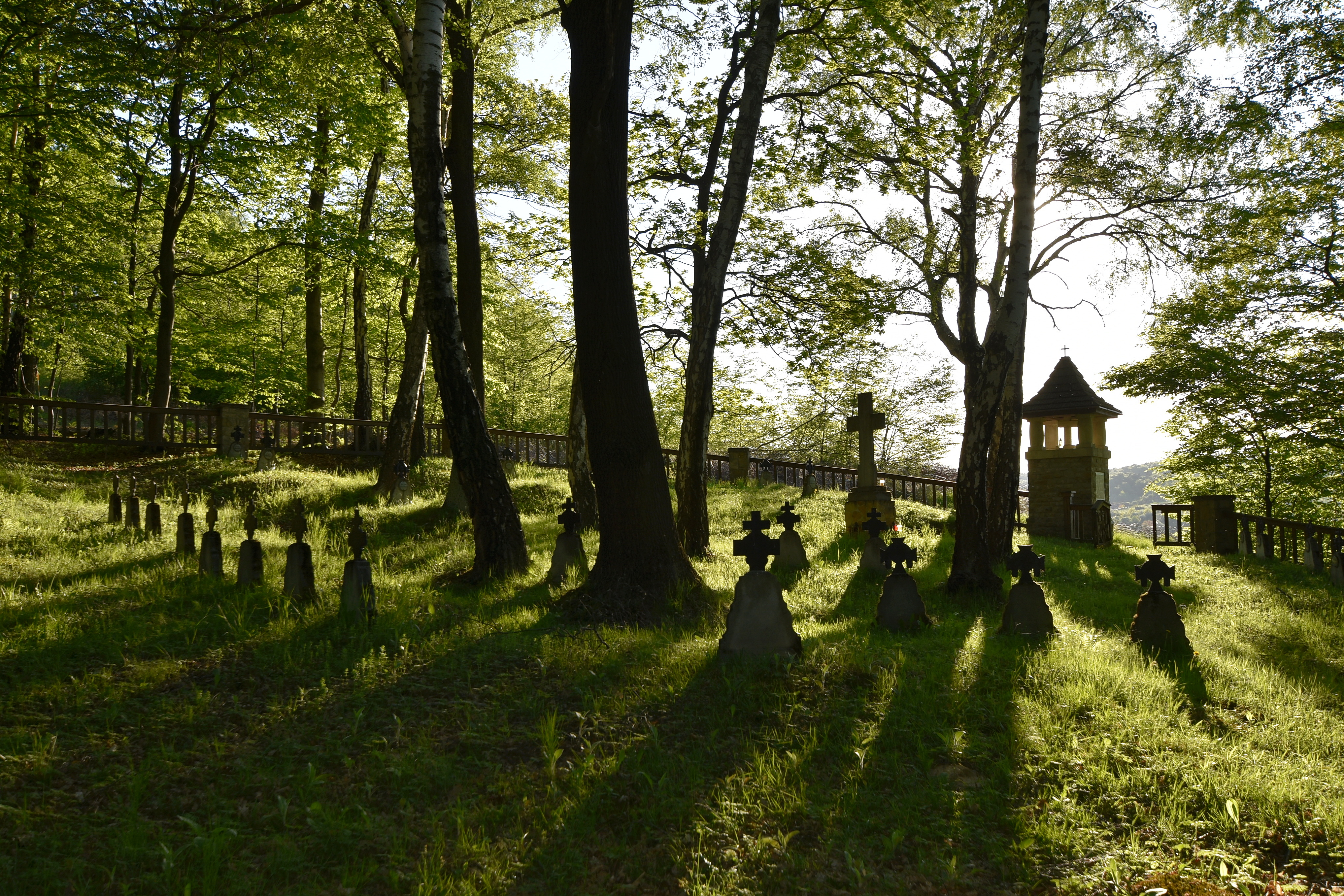
Cmentarz wojenny nr 173

### Okres staropolski
Parafia w Pleśnej istniała w 1327 roku. Miejscowy kościół wybudowano w 1236 roku. Taka bowiem data wyryta była na tragarzu. Pleśna była własnością rycerskiego rodu Łowczowskich, później w części także Szreniawitów.
W XVI wieku Pleśna należała do Mikołaja Szreniawy. We wsi było 9 osadników na 2,5 łanach, 3 zagrodników z rolą, 4 komorników, 2 rzemieślników oraz karczma z 1/8 łana.
W 1538 został sprawiony dzwon do kościoła zwany później mniejszym. Na dzwonnicy wisiał jeszcze w 1781.
W 1596 istniała w Pleśnej szkoła parafialna.
W 26 marca 1657 kościół parafialny p.w. Wszystkich Świętych (wybudowany w 1642 roku) został spalony przez wojska kozackie i węgierskie księcia siedmiogrodzkiego Jerzego II Rakoczego. Świątynię odbudowano w 1664 dzięki kolatorom Mikołajowi Dobkowi Łowczowskiemu i jego żonie Wiktorynie.
W 1715 sprawiony został przez dziedzica dóbr w Pleśnej, pisarza lubelskiego Krzysztofa Kwiatkowskiego i jego małżonkę Katarzynę drugi dzwon zwany większym, istniejący do dziś.

### Czasy rozbiorowe
W 1827 roku głównym właścicielem Pleśnej był Franciszek Michalczewski.
W 1846 właścicielem dominium Pleśna (złożonego z części wsi Pleśna i Rychwałd) był Józef Eisenbach.
W 1846 podczas rzezi galicyjskiej w pobliskim Świebodzinie zabito proboszcza pleśnieńskiego ks. Wojciecha Cieczkiewicza. Zginęli również dziedzic wsi Józef Eisenbach oraz jego syn i 13 innych osób.
W okresie 1848–1851 majątek pleśnieński stanowił masę spadkową Józefa Eisenbacha, zaś w latach 1851–1855 był własnością jego żony Leopoldyny Eisenbach. W 1851 Roman Borkowski był właścicielem części wsi Pleśna.
18 sierpnia 1856 szalejąca ogromna burza z sypiącym gradem poczyniła wiele szkód, w tym powyłamywała drzewa w lasach i sadach.
Około 1880 wybudowano dwór w Pleśnej. Przed II wojną światową należał on do rodziny Wechslerów. Nie zachował się on do obecnych czasów, wyburzony w drugiej połowie XX wieku.

### I wojna światowa
W czasie działań wojennych w okolicach Pleśnej zatrzymał się front. We wsi wraz z wojskami rosyjskimi stacjonował gen. Aleksander Osiński.

### Okres międzywojenny

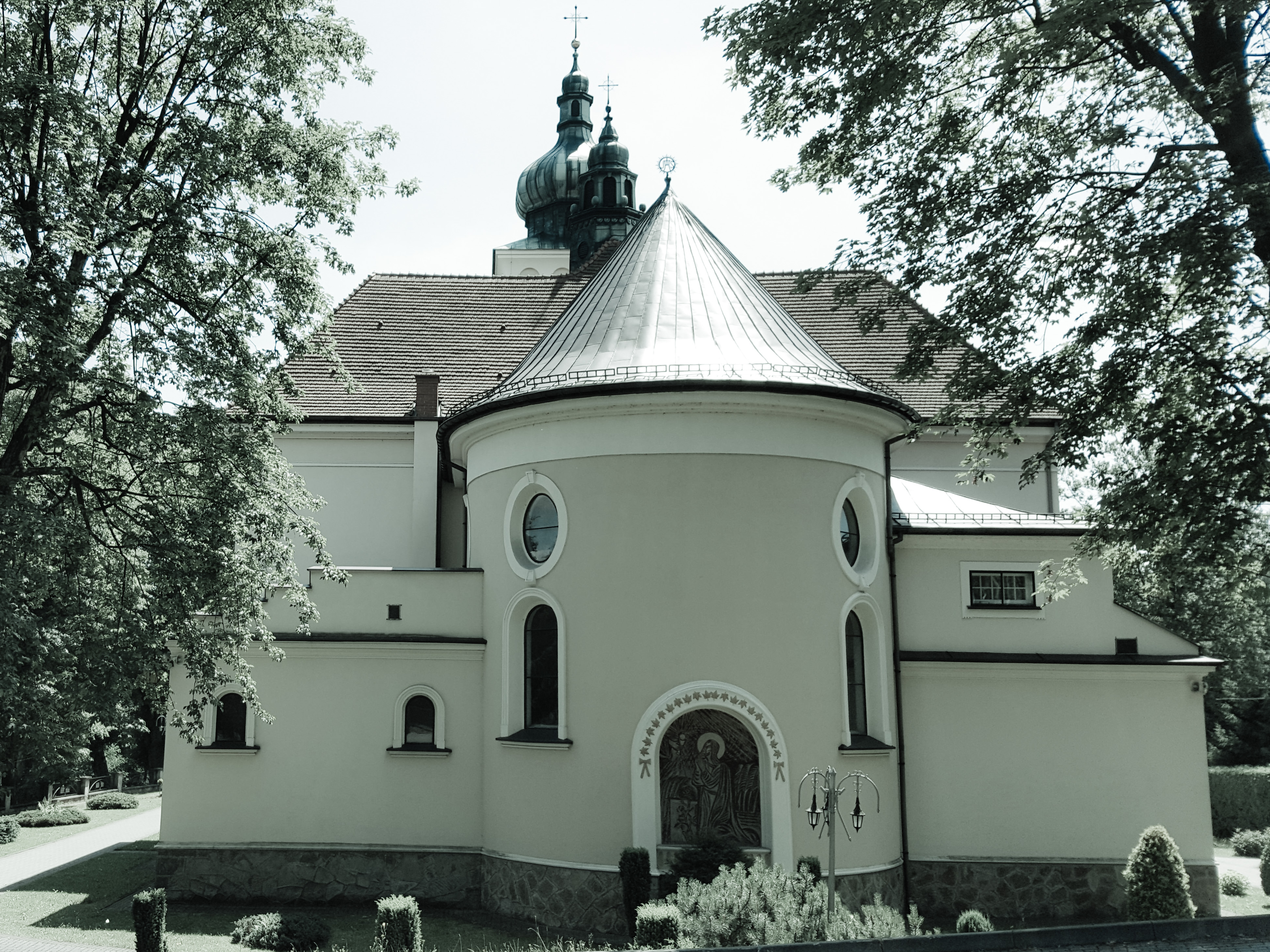
Kościół Wniebowzięcia Najświętszej Maryi Panny

W 1930 nowy, murowany kościół zastąpił starą drewnianą świątynię, którą rozebrano i przeniesiono w 1938 roku do miejscowości Żelichów, rodzinnej wsi proboszcza.
W 1934 ostatnim wójtem wsi Pleśna był Rafał Chochołowicz. Od 1935 reforma samorządowa wprowadziła stanowiska wójta gminy zbiorowej.
W latach międzywojennych latem do Łowczówka i Pleśnej przyjeżdżało około 3 tysięcy wczasowiczów z Tarnowa i innych miast. Większość wśród nich stanowili Żydzi, którzy teren gromady zwali „drugą Krynicą”.

### II wojna światowa
Na cmentarzu parafialnym znajduje się zbiorowa mogiła trzech Polaków, więźniów tarnowskiego więzienia, rozstrzelanych przez gestapo w Woźnicznej 8 grudnia 1942 roku. Zwłoki ekshumowano w 1962 roku.
W sierpniu 1944 roku na wzgórzach otaczających Pleśną stacjonowała IV kompania „Ewa” I. batalionu 16 Pułku Piechoty AK pod dowództwem porucznika Michała Steczyszyna „Kaliny”, prowadząc działania dywersyjne w ramach akcji „Burza”.

### Współcześnie
W latach 1975–1998 miejscowość administracyjnie należała do województwa tarnowskiego.

## Zabytki
Obiekt wpisany do rejestru zabytków nieruchomych województwa małopolskiego.
- Kościół parafialny Wniebowzięcia Najświętszej Maryi Panny.
Kościół zbudowany w latach 1924–1930 na miejscu poprzedniego, drewnianego kościoła, przeniesionego do wsi Żelichów. Jego projektantem był architekt Franciszek Mączyński. Jest to murowana neobarokowa bazylika z transeptem. Wewnątrz znajdują się cztery barokowe ołtarze, chrzcielnica i ambona pozostałe z wyposażenia poprzedniej świątyni[21].

Inne:
- Cmentarz wojenny nr 173 z czasów I wojny światowej, na którym pochowanych jest 34 żołnierzy austro-węgierskich i 29 rosyjskich[22].

## Turystyka

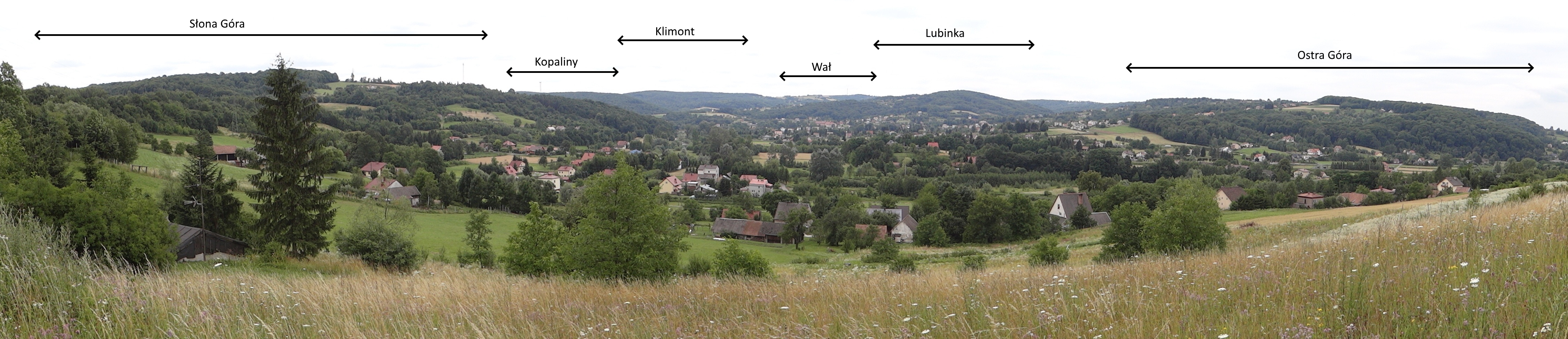
Panorama doliny rzeki Biała. Na pierwszym planie wieś Woźniczna, w głębi Pleśna. W tle wzniesienia pogórza.

W Pleśnej powstała ścieżka dydaktyczno-ekologiczna w Uroczysku Pleśnianki o długości 1500 m. Znajduje się na niej 10 przystanków, a jej przejście zajmuje około 90 minut.

## Osoby związane z miejscowością
- Józef Eisenbach – oficer, uczestnik powstania listopadowego i 1846. Pochodził ze spolonizowanej rodziny niemieckiej. Dziedzic Pleśnej. Zginął w czasie rzezi galicyjskiej[24].
- Bronisław Kubicz – legionista odznaczony krzyżem Virtuti Militari, z zawodu krawiec, pierwszy wójt gminy zbiorowej z siedzibą w Pleśnej.
- Mieczysław Jastrun – poeta, w latach 1921−1923 mieszkał w Pleśnej, u swojej dawnej opiekunki. W jego twórczości, odnaleźć można wątki i wspomnienia dotyczące tamtego okresu. M.in. kiedy budziły się jego pierwsze fascynacje poetyckie czy związki uczuciowe. Jastrun nazywał Pleśną — „Płowa”[25].
- Aleksander Grad – mieszkaniec Pleśnej, polityk, zastępca wójta gminy Pleśna, wojewoda tarnowski, minister skarbu państwa.